# Muhammad ibn al-Hanafiya
Muhammad ibn al-Hanafiyyah, né en 637 et mort en 700 à Médine, est un descendant des Hachémites de par son père `Alî Ibn Abi Talib.
La mort de son demi-frère l'imam Hussayn Ibn Ali à la bataille de Kerbala en 680 et du renoncement de son fils, Ali Zayn al-Abidin, à l'imamat, permet à Muhammad ibn al-Hanafiyyah de devenir le chef visible de la maison d'Ali. Il est reconnu comme le mahdi par la secte chiite des kaysanites et forme autour du chef (caïd) militaire, Moukhtar ath-Thaqafi, une force politique qui s'oppose aux Omeyyades, c'est la Deuxième Fitna.

## Biographie
Muhammad ibn al-Hanafiyyah naît à Médine vers les environs de 637 et est le troisième fils de Ali. Son nom provient sa mère, Khawlah bint Ja'far, qui est également connue sous le nom de Hanafiyyah, « la femme de Hanafi », d'après sa tribu Banu Hanifah. Après la mort de Mahomet, les habitants de Yamamah sont déclarés apostats par les musulmans pour avoir refusé de payer l’impôt religieux (zakat). La guerre d'apostasie commence (ridda), les hommes sont tués et les femmes sont emmenées à Médine comme esclaves, parmi elles Khawlah bint Ja'far. Lorsque ses membres de la tribu l'ont découvert, ils approchent Ali ibn Abi Talib et lui demandent de la sauver de l'esclavage et de protéger l'honneur et le prestige de sa famille. Par conséquent, Ali ibn Abi Talib l'achète, l'a libère et, après le décès de sa femme Fatimah, l'épouse. Muhammad ibn al-Hanafiyyah est le seul enfant de Khawlah bint Ja'far. Au cours de la vie de son père, il se distingue par sa piété, sa rectitude, son courage et son efficacité dans la guerre. Pendant le califat d'Ali à Kufa, il est l'un des quatre lieutenants en chef du calife. Il s'est particulièrement illustré lors des batailles du châmeau et Siffin . Pendant la bataille de Siffin, Ali décrit ibn al-Hanafiyyah comme sa main en raison de sa bravoure et de sa force pendant le combat. 
Lors du départ du second fils de Ali, Husayn, de La Mecque à Kufa, Muhammad ibn al-Hanafiyyah lui conseille de ne pas y aller, soulignant que les hommes de Kufa ont trahi et se sont retournés contre leur père Ali  ainsi que leur frère Hasan ibn Ali, et disant qu'il craint qu'ils ne trahissent également Husayn. Ce dernier lui répond qu'il craint que s'il reste à La Mecque, Yazid Ier le ferait tuer là et violerait le caractère sacré (haram) de la ville sainte. Muhammad ibn al-Hanifiyyah l'exhorte ensuite à se rendre au Yémen, où il pourrait échapper indéfiniment à l'armée de Yazid. Le lendemain, Husayn répond que son grand-père Mahomet lui est apparu en rêve et l'oblige à entreprendre cette expédition sacrificielle. 
Après que Husayn et tant de ses parents sont morts à Karbala, et que le jeune Ali ibn Husayn adopte une vie de retraite et de prière, Muhammad ibn al-Hanafiyyah devient le chef visible des Alides. C'est en son nom que Moukhtar ath-Thaqafi se rebelle à Koufa à la mi-octobre 685. Dans le grand pèlerinage islamique à La Mecque (hajj) de 688, quatre hommes conduisent leurs disciples respectifs dans les rites de pèlerinage, revendiquant la tête de l'islam. L'un est Muhammad ibn al-Hanafiyyah, dirigeant les chiites, les autres sont Abdullah ibn Zubayr, qui règne à La Mecque; Abd al-Malik, chef Omeyyade qui règne à Damas, et Najdah ibn 'Amir, chef des Kharijites. 
Ibn al-Hanafiyyah est surnommé «le Mahdi », «le bien guidé», ce qui n'est alors qu'un gage de confiance en ses connaissances, son caractère et son jugement sur ceux des califes rivaux. En 692, il se rend à Damas et prête allégeance à Abd al-Malik ibn Marwan. En 700, il meurt à Médine, mais par la suite une légende raconte qu'il est en occultation et vit en isolement sur le mont Radwa près de Médine, protégé et nourri par des animaux sauvages, et qu'il reviendrait, au bon moment de Dieu, pour établir la justice et la vraie religion dans le monde. Ainsi naît la légende du Mahdi comme sauveur. 
Après la mort de Muhammad ibn al-Hanafiyya, son fils Abu Hashim réclame l'imamat. Après sa mort, les Abbassides affirment que, sur son lit de mort, Abu Hashim nomme son cousin éloigné Muhammad ibn Ali ibn Abdullah ibn Abbas ibn Abdu'l-Muttalib ibn Hashim comme imam. Le fils de cet homme Abu'l-Abbas Abdullah as-Saffah devient par la suite le premier calife abbasside, répudiant le chiisme, qui est effectivement éteint par la disparition de la secte qui a reconnu Muhammad ibn al-Hanafiyyah comme imam.

## Sources